# Lijst van oorlogsmonumenten in Noordenveld
De Nederlandse gemeente Noordenveld heeft 13 oorlogsmonumenten. Hieronder een overzicht.
| Nr.  | Object                                   | Herdachte groep                                                                            | Ontwerper                                | Onthulling       | Type        | Locatie                            | Plaats                | Coördinaten                  | Foto              |
| ---- | ---------------------------------------- | ------------------------------------------------------------------------------------------ | ---------------------------------------- | ---------------- | ----------- | ---------------------------------- | --------------------- | ---------------------------- | ----------------- |
| 3001 | Monument Kamp De Fledders                | Burgerslachtoffers, Vervolgden Nederland                                                   | Christelijke Hogeschool Leeuwarden       | 5 mei 2007       | plaquette   | De Fledders,, 9335 TH              | Zuidvelde, Westerveld | 53° 2' 16" NB, 6° 27' 2" OL  | Meer afbeeldingen |
| 560  | Monument op het Julianaplein             | overig                                                                                     | Zondag, Switters en Terpstra             | 27 februari 1946 | overig      | Julianaplein by 7, 9301 LA         | Roden                 | 53° 8' 17" NB, 6° 26' 3" OL  | Meer afbeeldingen |
| 561  | Bevrijdingsmonument                      | algemeen                                                                                   | dhr. van Veen (gemeente architect Peize) | 5 mei 1970       | gedenksteen | Esweg to 1, 9321 BL                | Peize                 | 53° 8' 48" NB, 6° 29' 57" OL | Meer afbeeldingen |
| 562  | Oorlogsmonument                          | militairen in dienst van het Ned. Kon. 1940-1945, burgerslachtoffers, vervolgden Nederland | Jan Zondag                               |                  | gedenkmuur  | Norgerweg 1, 9301 JM               | Roden                 | 53° 7' 51" NB, 6° 25' 43" OL | Meer afbeeldingen |
| 563  | Oorlogsmonument                          | geallieerde militairen, burgerslachtoffers                                                 |                                          | 4 mei 1995       | gedenksteen | Brink, 9331 AA                     | Norg                  | 53° 3' 58" NB, 6° 27' 40" OL | Meer afbeeldingen |
| 564  | Verzetsmonument Oosterduinen             | verzet Nederland                                                                           | P.J.T. Freeve                            | 4 mei 1985       | gedenksteen | Voorsteweg (Oosterduinen), 9931 WE | Norg                  | 53° 4' 46" NB, 6° 28' 27" OL | Meer afbeeldingen |
| 565  | Verzetsmonument Bonhagen                 | verzet Nederland                                                                           | P.J.T. Freeve                            | 4 mei 1985       | gedenksteen | Oude Asserweg (Bonhagen), 9331     | Norg                  | 53° 3' 42" NB, 6° 28' 33" OL | Meer afbeeldingen |
| 570  | Monument bij het Westerveen              | algemeen, geallieerde militairen                                                           | Ko Vester, Jannie Boerema                | 4 mei 1995       | gedenksteen | Westerveen                         | Peest                 | 53° 3' 34" NB, 6° 29' 10" OL | Meer afbeeldingen |
| 1138 | Monument voor Franse Parachutisten       | geallieerde militairen                                                                     |                                          |                  | Kruis       | Koelenweg 10, 9336 TG              | Huis ter Heide        | 53° 0' 59" NB, 6° 30' 27" OL | Meer afbeeldingen |
| 2759 | Verzetsmonument                          | burgerslachtoffers                                                                         |                                          |                  | plaquette   | Meidoornlaan by 38, 9341 AP        | Veenhuizen            | 53° 2' 27" NB, 6° 23' 34" OL | Meer afbeeldingen |
| 3652 | Herinneringssteen Limburgse evacués 1945 |                                                                                            |                                          |                  | plaquette   | Kerkstraat 2, 9320 AA              | Peize                 | 53° 8' 49" NB, 6° 29' 45" OL |                   |
| 3656 | Herinneringsmonument 1940-1945           | burgerslachtoffers                                                                         |                                          | 4 mei 1953       | Kruis       | Vennootsweg 2, 9343 TG             | Een                   | 53° 4' 27" NB, 6° 23' 17" OL | Meer afbeeldingen |
|      | Stolpersteine                            | vervolgden Nederland                                                                       | Gunter Demnig                            |                  | plaquette   | Zie Stolpersteine in Noordenveld   | Nietap                |                              |                   |

Aa en Hunze ·
Assen ·
Borger-Odoorn ·
Coevorden ·
De Wolden ·
Emmen ·
Hoogeveen ·
Meppel ·
Midden-Drenthe ·
Noordenveld ·
Tynaarlo ·
Westerveld